# Fionn
Fionn  è un nome proprio di persona irlandese maschile.

## Varianti
- Maschili: Finn[1], Fion[1]
  - Diminutivi: Finnagán[1], Finnán[1], Fionnán[1], Finnian[2], Finnén[2]
- Femminili: Fiona

### Varianti in altre lingue
- Inglese: Finn[1]
- Olandese: Finn[1]
- Tedesco: Finn[1], Fynn[1]

## Origine e diffusione
Si basa sul termine irlandese fionn, derivato da un più antico finn, che può significare tanto "delicato" quanto "bianco"; lo stesso elemento è presente anche nei nomi Fionnuala, Fintan, Fionnbharr, Bébinn e Caoilfhionn. Il nome venne portato dal leggendario eroe irlandese Fionn mac Cumhaill, che lottò contro i Fomori.
Mentre alcune fonti ricollegano il nome Finnian alla stessa radice di Fionn.

## Onomastico
L'onomastico si può festeggiare in memoria di più santi, alle date seguenti:
- 16 marzo, san Finian, detto Lobhar ("il lebbroso"), discepolo di san Columba, monaco a Innisfallen, poi a Clonmore e infine abate di Swords presso Dublino[3]
- 18 marzo, san Frediano o Finnian, vescovo di Lucca[3]
- 7 aprile, san Finian, discepolo di san Brandano, fondatore di un monastero a Kinnitty[3]
- 10 settembre, san Finnian, vescovo di Moville[3]
- 21 ottobre, san Finian Munnu o Finian, discepolo di san Columba e di san Seenell, fondatore del monastero di Taghmon nella contea di Wexford[3]
- 12 dicembre, san Finnian, abate e vescovo di Clonard[3][4]

## Persone
- Fionn Regan, cantautore e musicista irlandese
- Fionn Whitehead, attore britannico

### Variante Finnian
- Finnian di Clonard, vescovo irlandese
- Finnian di Moville, abate e vescovo irlandese